# Nicola Monterisi
Nicola Monterisi (Barletta, 21 maggio 1867 – Salerno, 30 marzo 1944) è stato un arcivescovo cattolico italiano.

## Biografia
Nicola Monterisi nacque a Barletta il 21 maggio 1867.
Frequentò il Ginnasio presso il Seminario Interdiocesano di Bisceglie (1881-1886) e il liceo presso il Seminario Vaticano (1886-1889). Negli anni 1889-1893 fu alunno dell'Almo collegio Capranica, studiando Filosofia e Teologia alla Gregoriana. Si laureò in Teologia dogmatica alla Gregoriana, in Diritto canonico all'Apollinare e in Lettere presso la Regia Università di Roma. La sua tesi fu Leggenda e realtà intorno a san Ruggero, Vescovo di Canne e Patrono di Barletta.
Fu ordinato sacerdote il 15 agosto 1893. Tornato in diocesi di Barletta insegnò Teologia nei seminari di Bari, Trani e Bisceglie fino al 1908.
Fu attento alle esigenze sociali dell'epoca, facendosi promotore per l'impegno del laicato nella Chiesa e nel mondo. Fu tra i fondatori del Circolo Leone XIII, che riuniva i giovani cattolici in contrapposizione ai gruppi politici anticlericali del territorio. Nel 1902 fondò il periodico cittadino Il Buon Senso.
Negli anni in cui fu parroco a Barletta (1908-1913) si distinse non solo per il ministero sacerdotale, ma anche per l'impegno civile: nel 1910, mentre nella città infieriva il colera, si offrì come cappellano del Lazzaretto, restando in quel luogo per un lungo lasso di tempo nonostante il rischio di essere contagiato, dando esempio di attenzione sociale.
Papa San Pio X, con bolla del 22 agosto 1913, lo elesse vescovo di Monopoli; fu consacrato il 7 settembre 1913 dal cardinale Antonio Vico.
Il 15 dicembre 1919 fu promosso arcivescovo di Chieti.
Il 5 ottobre 1929 fu traslato nella sede primaziale di Salerno.
Nel trentennio del suo episcopato si mostrò uomo di grandi vedute e capacità organizzative, contribuendo ad un'opera capillare di moralizzazione e di evangelizzazione. Contribuì a colmare in campo formativo le lacune di una popolazione proveniente da un passato difficile. Si adoperò per far sorgere nuove parrocchie, case religiose maschili e femminili.
I suoi interventi ebbero eco in Italia e all'estero. La sua famosa lettera pastorale del 1917, Nella guerra attuale benediciamo il Signore, fu apprezzata da papa Benedetto XV ed ebbe 10 edizioni in Italia, 2 in Francia e una negli Stati Uniti.
Allo scoppio della Seconda guerra mondiale non volle abbandonare mai la città di Salerno, neanche sotto i bombardamenti, e costrinse il suo clero diocesano a fare altrettanto. Si oppose alle truppe del Comando Alleato che volevano requisire il Seminario Regionale. Per questo motivo il capo del Governo Italiano, Pietro Badoglio, mise in dubbio l'amor patrio di mons. Monterisi. L'arcivescovo non esitò a rispondergli: "Non permetto che si metta in discussione la mia italianità; mi sento e sono più italiano del maresciallo Badoglio. Quando il popolo è rimasto solo e stremato dalle sofferenze della guerra io, vecchio di 76 anni, col mio clero sono rimasto al mio posto a conforto e sollievo della popolazione, mentre il maresciallo Badoglio è scappato a Pescara!".
Visse poveramente a favore della sua popolazione, disponendo che quanto vi era nel palazzo episcopale fosse a favore della mensa arcivescovile; il 19 marzo 1944 decise di entrare nella Casa S. Giuseppe, ricovero degli anziani di Salerno, con le parole: “per un Vescovo è grande onore morire in mezzo ai poveri!”.
Morì il 30 marzo 1944. Riposa nella cattedrale di Salerno; dopo dieci anni dalla morte viene inaugurato il monumento funebre sul luogo dove è stato sepolto. Sulla tomba volle vi fosse scritto: "Non mi giovarono in morte tre mitrie e due pallii, ma la divina speranza che avendo il mio Salvatore preso sopra di sé i miei peccati, mi risusciterà seco nell'ultimo giorno".
A Salerno gli è stata dedicata la scuola media "N. Monterisi" in memoria del suo costante operato per la città.
Papa Giovanni Paolo II, nella sua visita pastorale a Salerno (26 maggio 1985), così ebbe a dire nel suo discorso ai sacerdoti: "Esprimo un riconoscente pensiero per tutta l'opera, la laboriosità e il governo dei grandi e illustri vescovi che si sono succeduti su questa cattedra episcopale. In particolare, per i tempi a noi più vicini, come non ricordare a comune gaudio ed edificazione il nome di Monsignor Nicola Monterisi, che si prodigò per elevare il tono della vita del popolo e fu pioniere della ancora aperta e complessa questione meridionale? Egli incise in modo determinante nella tensione pastorale dei sacerdoti, infondendo nei loro cuori un vero zelo per la catechesi, l'amministrazione dei sacramenti, l'apostolato dei laici e per l'assistenza ai poveri".
Suo fratello maggiore, Ignazio Monterisi, fu vescovo di Potenza e Marsico Nuovo.

## Genealogia episcopale
La genealogia episcopale è:
- Cardinale Scipione Rebiba
- Cardinale Giulio Antonio Santori
- Cardinale Girolamo Bernerio, O.P.
- Arcivescovo Galeazzo Sanvitale
- Cardinale Ludovico Ludovisi
- Cardinale Luigi Caetani
- Cardinale Ulderico Carpegna
- Cardinale Paluzzo Paluzzi Altieri degli Albertoni
- Papa Benedetto XIII
- Papa Benedetto XIV
- Papa Clemente XIII
- Cardinale Bernardino Giraud
- Cardinale Alessandro Mattei
- Cardinale Pietro Francesco Galleffi
- Cardinale Giacomo Filippo Fransoni
- Cardinale Carlo Sacconi
- Cardinale Edward Henry Howard
- Cardinale Mariano Rampolla del Tindaro
- Cardinale Antonio Vico
- Arcivescovo Nicola Monterisi